# 尤蒂卡鎮區 (伊利諾伊州拉薩爾縣)
尤蒂卡鎮區（英語：Utica Township）是位於美國伊利諾伊州拉薩爾縣的一個行政鎮區。

## 地方資料
根據2010年美國人口普查的數據，尤蒂卡鎮區的面積為48.60平方千米，當中陸地面積為46.70平方千米，而水域面積為1.90平方千米。當地共有人口2020人，而人口密度為每平方千米41.56人。